# Гонсалес Викес, Клето
Клето де Хесус Гонсалес Викес (исп. Cleto de Jesús González Víquez, 13 октября 1858, Барва, Эредия, Коста-Рика — 23 сентября 1937, Сан-Хосе) — коста-риканский государственный деятель, президент Коста-Рики (1906—1910 и 1928—1932).

## Биография
Родился в семье Клето Гонсалеса Переса и Ауроры Викес Мурильо. В 1889 году он женился на Аделе Эрран Бонилья.
Был известным политиком, адвокатом и историком.
В 1885 году был секретарем посольства в Соединенных Штатах, а в 1886 году — в Гватемале.
- 1886—1887 гг. — государственный секретарь в министерстве иностранных дел,
- 1887—1888 гг. — государственный министр,
- 1889 г. — посол в Никарагуа,
- 1889 г. — министр иностранных дел.

В 1902—1906 гг. — второй вице-президент Коста-Рики. С 1902 по 1903 год одновременно являлся министром финансов и торговли. С 1904 по 1905 год занимал пост окружного администратора муниципалитета Сан-Хосе.
Также избирался президентом Коллегии юристов и возглавлял юридический колледж.
С 1890 по 1902 год состоял в оппозиционной партии Национальный союз. В 1905 году он впервые был избран президентом Коста-Рики. Он управлял страной с большой осторожностью, так как не обладал большинством в Конгрессе.
Во время своего второго пребывания в должности с 1928 по 1932 год использовал идеи кейнсианства, чтобы преодолеть последствия «Великой депрессии». Он увеличил государственные расходы и расширил общественные инфраструктурные проекты.

### Основные достижения
- Завершение железной дороги к Тихому океану в 1910 году.
- Издание первого закона о железных дорогах.
- Строительство старого здания Национальной библиотеки.
- Инициирование издания Трудового кодекса.
- Учреждение Генеральной прокуратуры республики.
- Основание первого национального сервиса авиаперевозок в 1932 году.